# Nephus georgei
Nephus georgei är en skalbaggsart som först beskrevs av Julius Weise 1929.  Nephus georgei ingår i släktet Nephus och familjen nyckelpigor. Inga underarter finns listade i Catalogue of Life.